# Language, Truth and Logic
Language, Truth and Logic – pierwsza praca Alfreda Julesa Ayera opublikowana w 1936 roku (Ayer miał wówczas 26 lat). 
Jest ona, w dużej mierze, prezentacją w języku angielskim głównych myśli Koła Wiedeńskiego i neopozytywizmu, dostępną do tego czasu przede wszystkim w języku niemieckim. Składa się z ośmiu rozdziałów. Ayer definiuje, wyjaśnia i broni w niej zasady weryfikacji. Rozwija także pogląd o bezsensowności poznawczej sądów metafizycznych. Podobne wnioski formułuje w stosunku do sądów etycznych, co przynosi mu miano prekursora emotywizmu. 

## Zasada weryfikacji
Według Ayera zdanie ma znaczenie (meaning) tylko wtedy, gdy jest analityczne (wtedy jest koniecznie prawdziwe), lub w przypadku  gdy jest możliwe do zweryfikowania. Zdania typu pierwszego to te, które są formułowane w matematyce i logice. Zdaniem Ayera są one tylko „zapisem naszych sposobów używania symboli w pewien sposób”. 
Zdania typu drugiego to te, których zadaniem jest mówienie czegoś o świecie i zdawaniem relacji z pewnych faktów. Ayer czyni dwa rozróżnienia weryfikacji: na teoretyczną i praktyczną oraz silną i mocną. 
Weryfikacja praktyczna polega na realnym rozpoznaniu, w danej sytuacji doświadczalnej, czy rozpatrywany sąd jest prawdziwy czy nie. Istnieją jednak sądy, których zweryfikować doświadczalnie w danym momencie nie można (np. że istnieje życie poza Ziemią), ale co do zasady jest możliwość podjęcia odpowiednich kroków by to sprawdzić i być może kiedyś tak się stanie. Istnieją jednak sądy, które nie spełniają zasady weryfikacji i przez to ich „nieweryfikowalność” nie jest przygodna, lecz na stałe w nie wpisana. Ayer przywołuje, jako przykład, cytat z F. H. Bradleya: „Absolut mimo że stały, zawiera się w ewolucji i postępie”. 
Rozróżnienie „silnego” i „słabego” rodzaju weryfikacji polega na stwierdzeniu, na ile dany sąd jest konkluzywny. Zdanie „Pierwsza litera tego artykułu to L” może być zweryfikowane, jeśli przeczyta się pierwszą literę hasła. Istnieją jednak sądy, które – z powodu swojej konstrukcji – nie są możliwe do zweryfikowania w takim rozumieniu. Na przykład „arszenik to trucizna”, „wszyscy ludzie są śmiertelni”, „ciało zwiększa objętość wraz ze wzrostem temperatury”. Aby wykazać konkluzywną prawdziwość ostatniego zdania, trzeba byłoby wykazać, że wszystkie ciała zwiększają objętość gdy są podgrzewane. Tego jednak nie można zrobić. „Słaba” weryfikacja więc to taka, która wyznacza prawdopodobieństwo hipotezy (z każdym kolejnym potwierdzeniem jednostkowym prawdopodobieństwo rośnie), a nie jej ostateczne potwierdzenie. 

## Bezsensowność sądów etycznych
Według Ayera sądy etyczne pozbawione są wartości faktualnej, niepodobna ich bowiem zweryfikować. Istnieją co prawda poglądy, które wiążą terminy etyczne z empirią, takie jak subiektywizm etyczny („jeśli ktoś mówi, że czyn jest dobry, oznacza to, że go aprobuje”) jak i utylitaryzm („to jest dobre, co jest powoduje lepszy bilans zysków i strat”). Stanowisko pierwsze Ayer odrzuca, ponieważ „człowiek, który przyznaje, że czasami aprobuje rzeczy, które są złe lub niewłaściwe nie jest ze sobą w sprzeczności”, zaś drugie gdyż  „sądzimy, że nie jest wewnętrznie sprzecznym mówić, że czasami źle jest wykonywać czynność, która faktycznie lub możliwie przyczynia się do największego szczęścia, lub najlepszego bilansu pomiędzy przyjemnością i bólem (...)”. Dla Ayera sądy etyczne w rodzaju „kradzież pieniędzy jest zła” są tylko wyrażeniem uczuć w stosunku do danego czynu, a nie faktycznego sądu (a więc nawet nie sądu o uczuciach!). Zdaniem Ayera zdanie takie można równie dobrze przedstawić w formie „Kradzież pieniędzy!!” lub za pomocą specjalnego tembru głosu i wszystkie będą miały tę samą funkcję – emotywną. W tym sensie niemożliwe jest stworzenie etyki jako dziedziny badań nad prawdziwym systemem moralnym (etyki normatywnej). Możliwa jest tylko etyka deskryptywna lub kazuistyczna, wskazująca jak kształtują się systemy etyczne w różnych społeczeństwach, czym zajmuje się na przykład socjologia moralności.

## Wydania
Do roku 2002 ukazało się 12 wydań dzieła, w tym:
- 1936, Londyn: Victor Gollancz Ltd, 254 stron
- 1946, Londyn: Victor Gollancz Ltd, 160 stron
- 1952, Nowy Jork: Dover Publications, 160 stron
- 1971, Harmondsworth: Penguin Books, ISBN 0-14-021200-0, 208 stron